# アッピアーノ・スッラ・ストラーダ・デル・ヴィーノ
アッピアーノ・スッラ・ストラーダ・デル・ヴィーノ（伊: Appiano sulla Strada del Vino ; 独: Eppan an der Weinstraße エッパン・アン・デア・ヴァインシュトラーセ）は、イタリア共和国トレンティーノ＝アルト・アディジェ州ボルツァーノ自治県にある、人口約1万5000人の基礎自治体（コムーネ）。

## 地理

### 位置・広がり

#### 隣接コムーネ
隣接するコムーネは以下の通り。括弧内のTNはトレント自治県所属を示す。
- アンドリアーノ
- ボルツァーノ
- ボルゴ・ダナウニア (フォンド、マロスコ) (TN)
- カルダーロ・スッラ・ストラーダ・デル・ヴィーノ
- ナッレス
- ロンツォーネ (TN)
- サルノーニコ (TN)
- セナーレ＝サン・フェリーチェ
- テルラーノ
- ヴァーデナ

## 行政

### 分離集落
アッピアーノ・スッラ・ストラーダ・デル・ヴィーノには以下の分離集落（フラツィオーネ）がある。
- Cornaiano(Girlan), Frangarto(Frangart), Gaido(Gaid), Missiano(Missian), Monte(Berg), Monticolo(Montiggl), Pradonico(Perdonig), Riva di Sotto(Unterrain), San Michele(St. Michael) (sede comunale), San Paolo(St. Pauls)

## 住民

### 言語
| 言語集団調査（2011年） | 言語集団調査（2011年） | 言語集団調査（2011年） | 言語集団調査（2011年） | 言語集団調査（2011年） |
| ---------------------- | ---------------------- | ---------------------- | ---------------------- | ---------------------- |
|                        |                        |                        |                        |                        |
| ドイツ語               | ドイツ語               |                        | 86.23%                 | 86.23%                 |
| イタリア語             | イタリア語             |                        | 13.29%                 | 13.29%                 |
| ラディン語             | ラディン語             |                        | 0.48%                  | 0.48%                  |

2011年に行われた、住民がドイツ語・イタリア語・ラディン語のいずれの「言語集団」に属するかの調査によれば（ボルツァーノ自治県#言語集団調査参照）、住民の約86%がドイツ語話者であり、イタリア語話者が約13%いる。

## 人物

### 著名な出身者
- セップ・ケルシュバウマー（英語版） - 南チロル分離独立運動家、南チロル解放委員会（英語版）指導者。